# 광희 (후한)
광희(光熹)는 중국 후한(後漢) 소제(小帝)의 첫 번째 연호이다. 189년 4월에서 8월까지 5개월 동안 사용하였다. 12월에 헌제(獻帝)가 칙명으로 광희·소녕(昭寧)·영한(永漢)의 세 연호를 삭제하고 중평(中平)으로 복귀하도록 하여 사라진 연호가 되었다.

## 개원
중평(中平) 6년 4월 13일(189년 5월 15일)에 연호를 광희(光熹)로 개원함.

## 연대대조표
| 광희                | 원년       |
| 서력                | 189년      |
| 육십간지 (六十干支) | 기사(己巳) |

## 같이 보기
- 중국의 연호